# Maison Chevanne
Pour les articles homonymes, voir Chevanne.
La maison Chevanne est une ancienne maison forte, située au no 7 de la Grand'rue à Bellegarde-en-Marche, dans le département de la Creuse, région Nouvelle-Aquitaine, en France métropolitaine. 

## Historique
La maison porte la date 1621 sur une pierre basse de sa tourelle. Elle était probablement alors la maison et le magasin d'un lissier faisant carrière dans la tapisserie; Bellegarde-en-Marche était connu pour être l'un des centres importants de manufacture de tapisseries « d'Aubusson » depuis le XVIe siècle.

## Activités

### Syndicat d'initiative
Elle est, depuis 2008, le siège du syndicat d’initiative de Bellegarde-en-Marche. Au rez-de-chaussée, une pièce est réservée à l’accueil et au tourisme ; une deuxième est consacrée à une bibliothèque associative ouverte au public.

### Musée Air Mémorial creusois
Les 1er et 2e étages abritent le Musée de l'aéronautique de Bellegarde-en-Marche, consacré aux aviateurs creusois célèbres et particulièrement à Lionel de Marmier et à François Denhaut.
Ce musée communal est géré par l’association Air Mémorial Creusois fondée en 2008 et fait perdurer le devoir de mémoire envers les aviateurs creusois de toutes spécialités aéronautiques confondues, civiles ou militaires, depuis les tout débuts de l’aviation (XIXe siècle).
Six salles thématiques y proposent des expositions, permanentes ou temporaires sur les personnages et événements ayant marqué le ciel creusois de leurs empreintes. Il présente notamment une grande collection de maquettes, des présentations biographiques et historiques en lien avec la région et un survol vidéo de la Creuse à partir d'images de vol.
Le travail des membres de l'association a permis d'identifier environ 400 personnages historiques creusois liés à l'aéronautique. En outre les biographies complètes de plus de 100 de ces personnalités originaires de la Creuse (aviateurs, mécaniciens, pilotes, mitrailleurs, manutentionnaires...) sont mises à disposition et régulièrement augmentées.
Le Musée de l’association Air Mémorial Creusois est ouvert durant les mois de juillet et août, tous les jours de la semaine de 15 h 30 à 18 h 30, sauf le mardi.

## Galerie

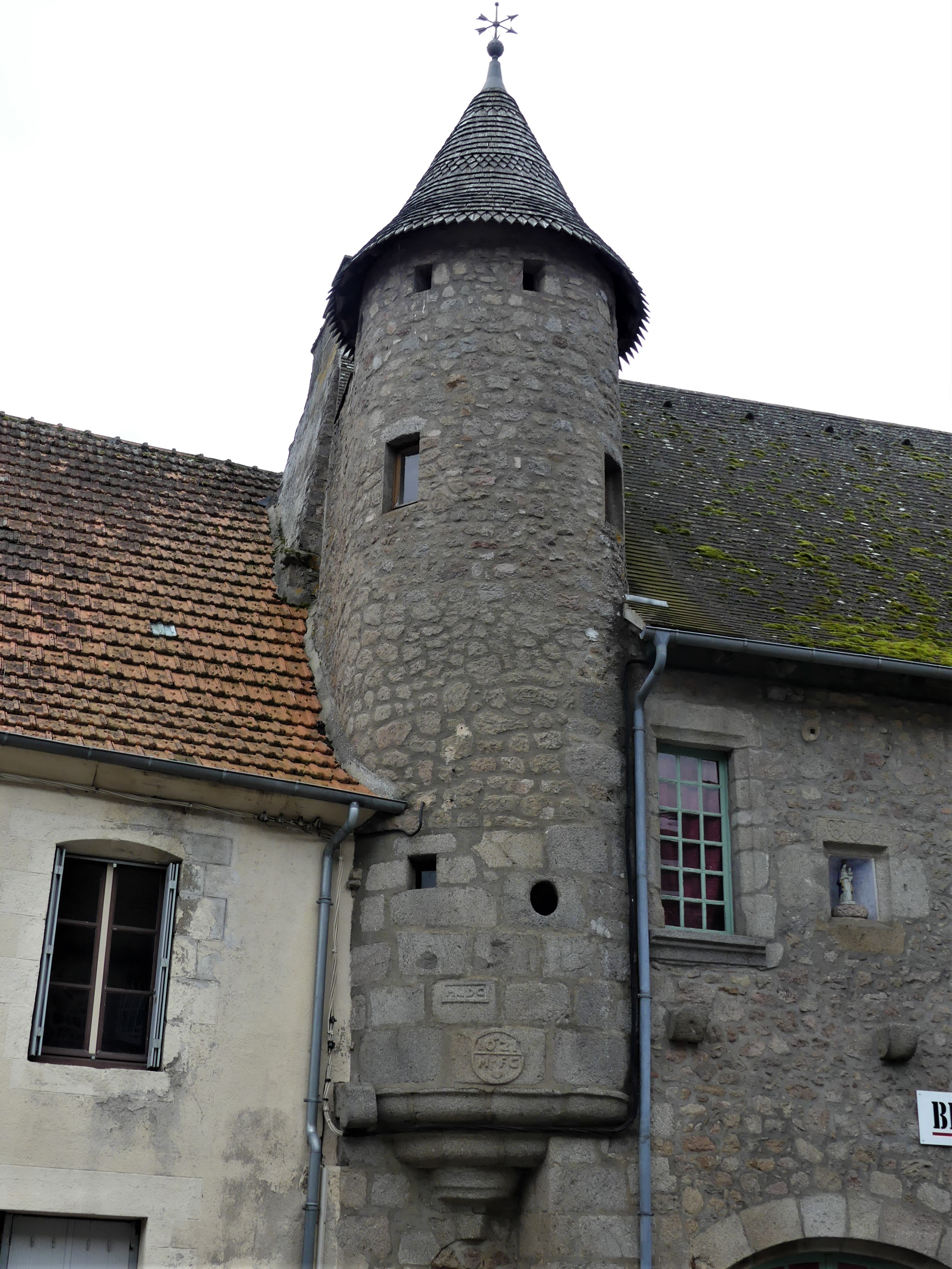
Échauguette de la maison Chevanne...
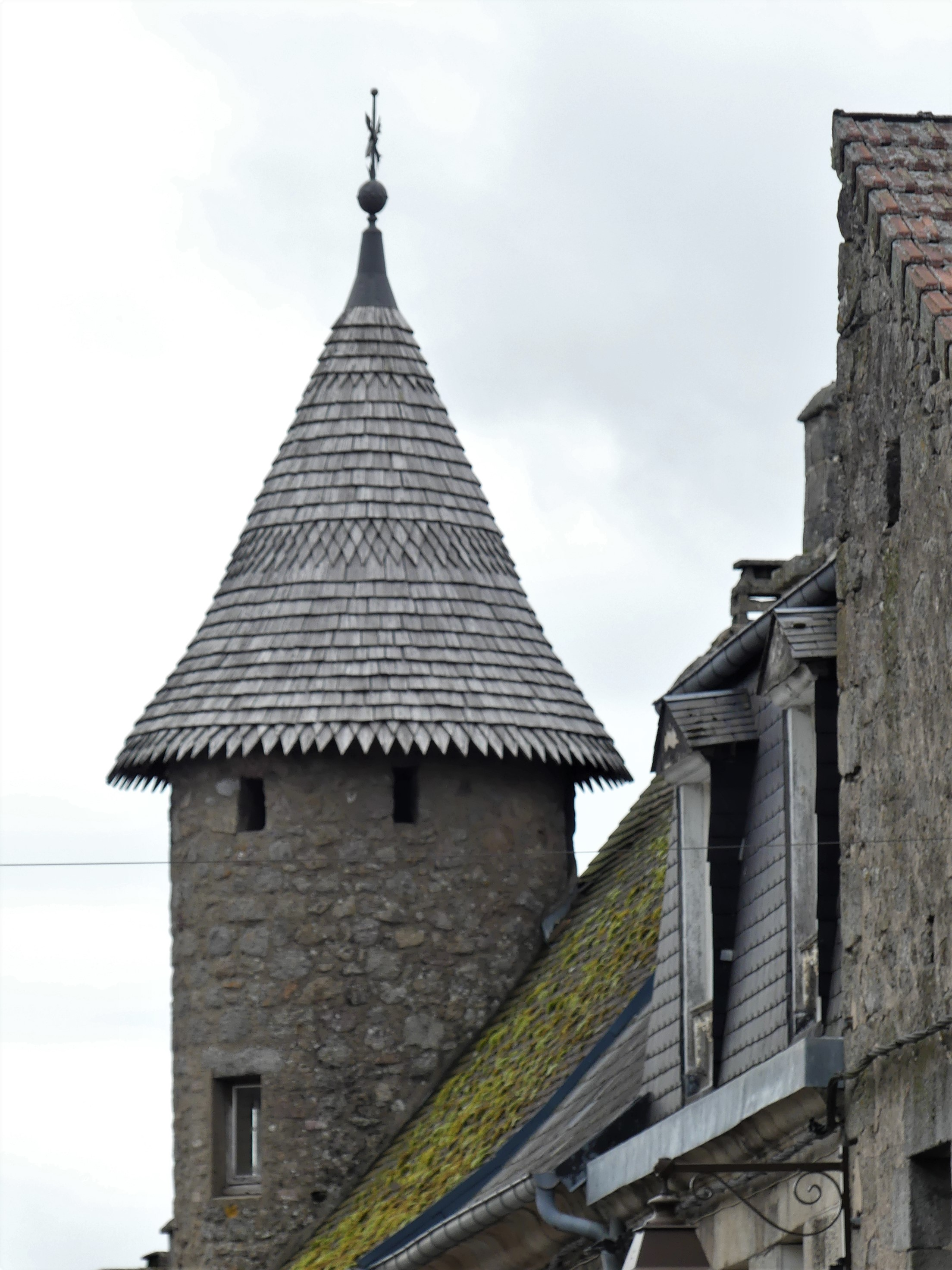
...avec son toit en bardeaux
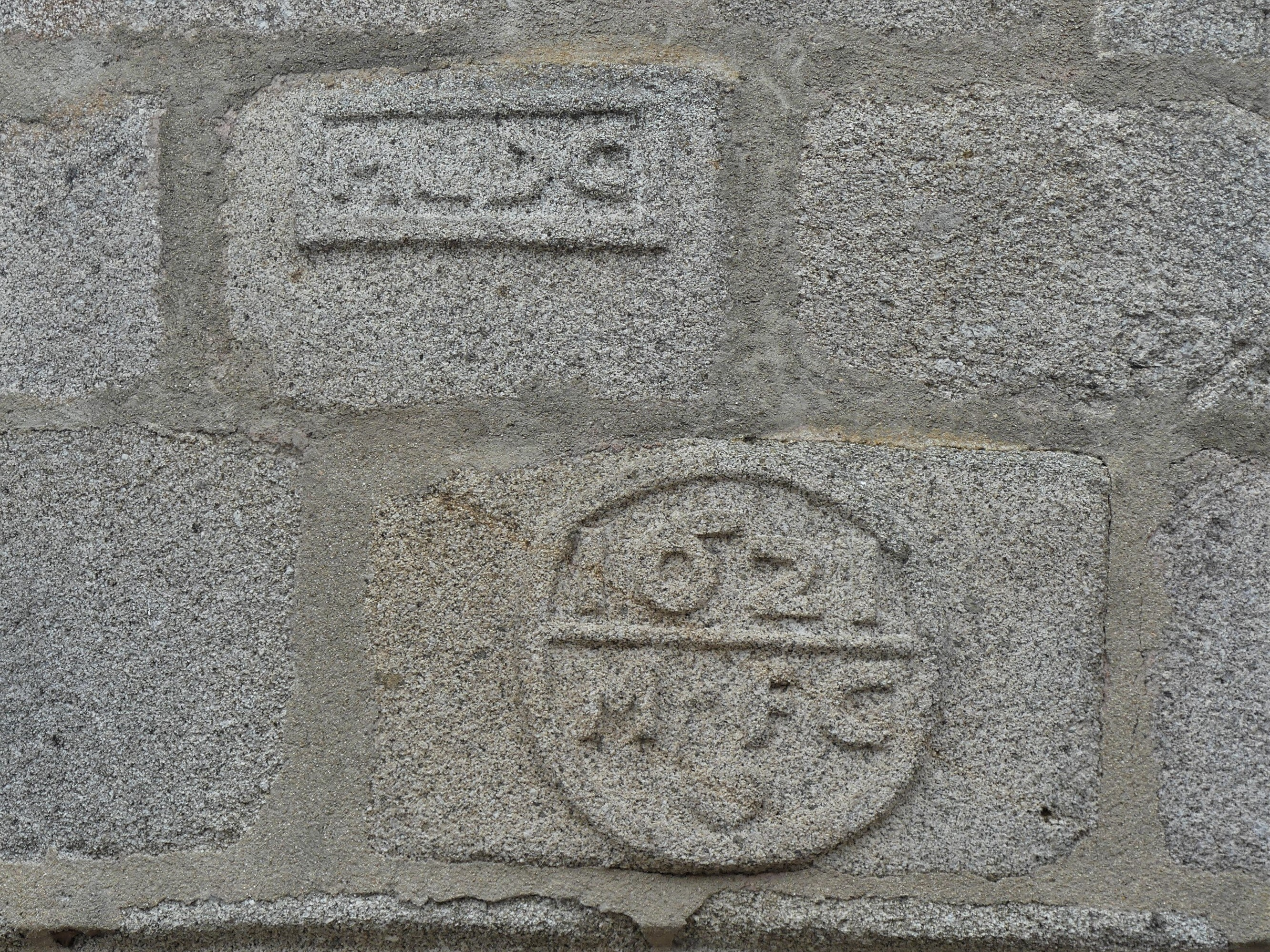
Signature de l'architecte et dates, au bas de l'échauguette
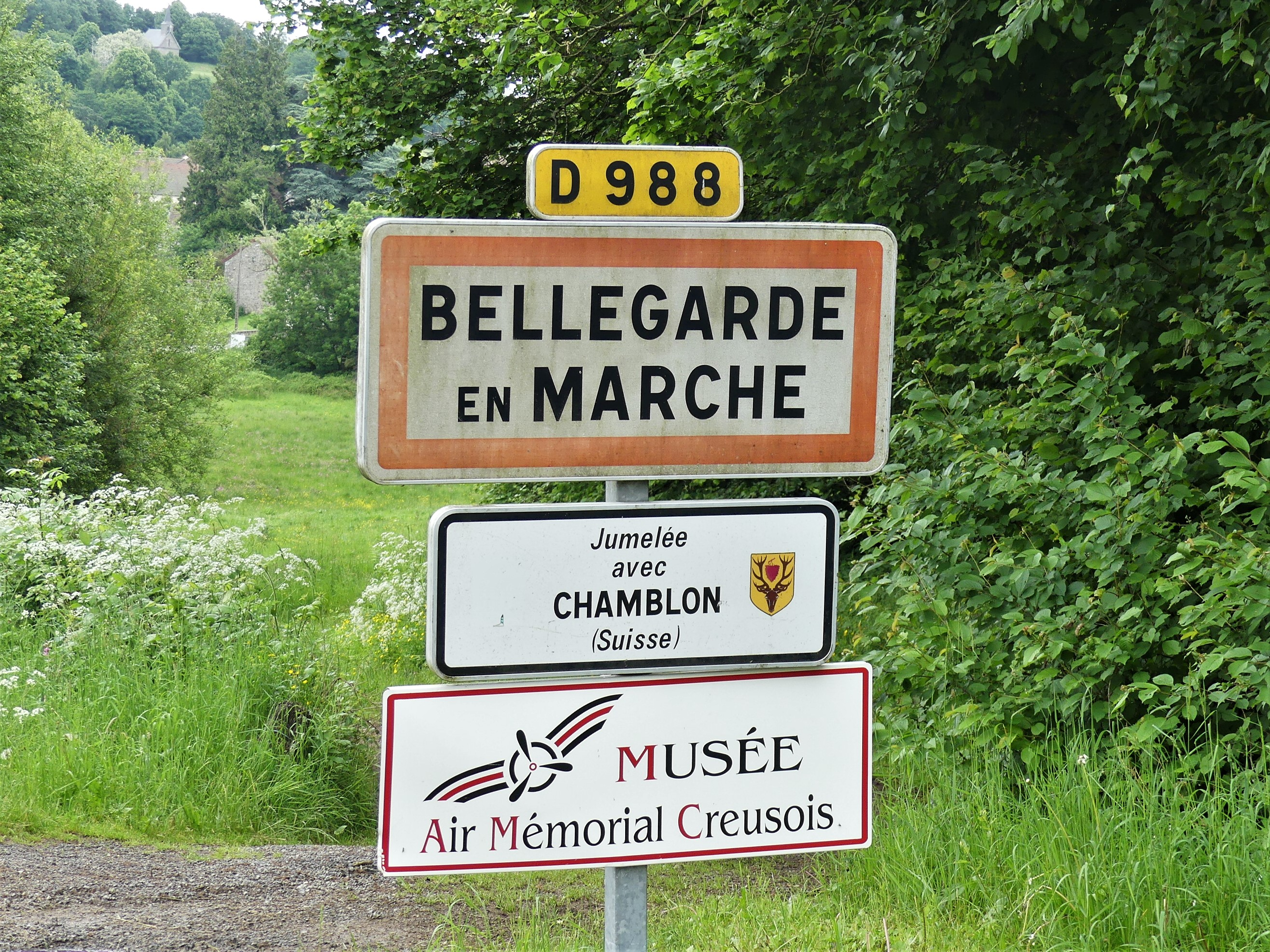
Panneau d'entrée de la commune, indiquant le Musée de la Maison Chevanne

## Pour approfondir